# Archibald Williamson
Thore Archibald Williamson (i riksdagen kallad Williamson i Järlövsgård) , född 5 februari 1838 i Varnums församling, Älvsborgs län, död 7 september 1919 i Sankt Pauli församling, Malmöhus län, var en svensk militär och riksdagsman.
Williamson var kapten vid Älvsborgs regemente. Han var riksdagsledamot i andra kammaren för Fjäre och Viske häraders valkrets mandatperioden 1891–1893.